# Nyctemera variegata
Nyctemera variegata är en fjärilsart som beskrevs av P.Reich. 1932. Nyctemera variegata ingår i släktet Nyctemera och familjen björnspinnare. Inga underarter finns listade i Catalogue of Life.